# L'Arquet (Ripoll)
L'Arquet és una obra de Ripoll protegida com a Bé Cultural d'Interès Local.

## Descripció
Edifici exempt format per baixos i tres pisos. Els balcons, a nivell de riu, i el primer pis a nivell de carrer eren originàriament una fàbrica tèxtil, com ho corrobora també l'estructura de les obertures, amb arcs de mig punt rebaixats de la primera planta. A nivell del riu no hi ha obertures. Els dos últims pisos foren construïts a posteriori (1947). L'edifici té dos nivells de coberta, una que dona a la plaça, amb més alçada que la resta de l'edifici. A la planta segona hi ha, per la banda del riu, un únic balcó, mentre que pel passatge hi ha balcons individuals amb baranes de ferro de fosa i mènsules decorades. Al tercer pis tot són finestres amb relleix. En el punt més alt hi ha obertures amb arcs de punt rodó. Al voltant de les obertures hi ha uns esgrafiats. La teulada, en els dos cossos, és a tres vessants.